# Międzykółkowa baza maszynowa
Międzykółkowa baza maszynowa (MBM) – jednostka organizacyjna kółek rolniczych mająca za zadanie obsługę gospodarstw rolnych w zakresie mechanizacji rolnictwa. W zależności od miejscowych warunków międzykółkowe bazy maszynowe nadzorowane były przez powiatowe zarządy kółek rolniczych lub państwowe ośrodki maszynowe.
Międzykółkowe bazy maszynowe funkcjonowały w latach 1965–1973.

## Historia
Zgodnie z uchwałą Rady Ministrów z 1959 r. w sprawie Funduszu Rozwoju Rolnictwa dokonywano sukcesywnie zakupu sprzętu traktorowo-maszynowego przez kółka rolnicze. Do zarządzania tym sprzętem zobowiązano zarządy kółek rolniczych, które nie były uprzednio przygotowane do tej nowej roli. Z tego tytuły wystąpiły problemy z prawidłową eksploatacją sprzętu, jego konserwacją i równomiernym dostępem do usług przez wszystkich członków kółek rolniczych.
Zarządy kółek rolniczych nie radziły sobie z zarządzaniem sprzętem traktorowo-maszynowym. W 1965 r. w wyniku dyskusji podjęto decyzję w sprawie skupienia sprzętu w ramach kilku sąsiednich wsi i utworzenia międzykółkowych baz maszynowych.
Koncentracja sprzętu rolniczego w międzykółkowych bazach maszynowych miała na celu zapewnienia lepszej obsługi maszyn i narzędzi rolniczych. Bazy posiadały większy zasięg działania, dysponowały większą ilością sprzętu, posiadały zaplecze naprawcze w postaci segmentu warsztatowego lub stacji obsługi z warsztatem naprawczym. Powstające stacje obsługi międzykółkowych baz maszynowych przeprowadzały bieżące konserwacje maszyn i narzędzi rolniczych, dokonywały prostych napraw silników i maszyn oraz przeglądów technicznych.
Zarządzanie bazami powierzono kierownikowi, który za swoją pracę odpowiadał przed zarządem kółka rolniczego lub przed dyrekcją państwowego ośrodka maszynowego. Bieżącą kontrolę i nadzór społeczny sprawowała rada użytkowników, składająca z oddelegowanych członków zarządów kółek rolniczych. Międzykółkowe bazy maszynowe zobowiązane były do prowadzenia działalności finansowo-gospodarczej na zasadach pełnego (wewnętrznego) rozrachunku gospodarczego.
W skład bazy wchodziły składniki majątku trwałego i obrotowego wniesione przez kółka rolnicze, wraz z wygospodarowanymi przez nie środkami własnymi. Międzykółkowe bazy maszynowe uzyskały dostęp do części środków Funduszu Rozwoju Rolnictwa przypadające na dane wsie oraz do dotacji i kredytów udostępnionych w bankach spółdzielczych.
Według danych rocznika statystycznego GUS liczba międzykółkowych baz maszynowych przedstawiała się następująco:
| Rok  | Liczba kółek rolniczych | Liczba MBM | Międzykółkowe bazy maszynowe zarządzane przez: | Międzykółkowe bazy maszynowe zarządzane przez: |
| Rok  | Liczba kółek rolniczych | Liczba MBM | Kółka rolnicze                                 | Państwowe ośrodki maszynowe                    |
| ---- | ----------------------- | ---------- | ---------------------------------------------- | ---------------------------------------------- |
| 1966 | 33 568                  | 529        | 344                                            | 185                                            |
| 1966 | 34 168                  | 1094       | 741                                            | 353                                            |
| 1968 | 34 366                  | 1891       | 1289                                           | 602                                            |
| 1969 | 34 814                  | 2575       | 1838                                           | 737                                            |

W 1973 r. podjęto decyzję o dalszej koncentracji parku traktorowo-maszynowego, w wyniku której powstały spółdzielnie kółek rolniczych (SKR). Spółdzielnie kółek rolniczych wchłonęły dotychczas funkcjonujące międzykółkowe bazy maszynowe i stały się podstawową jednostką organizacyjną kółek rolniczych na terenie gminy.